# Porsche WSC-95

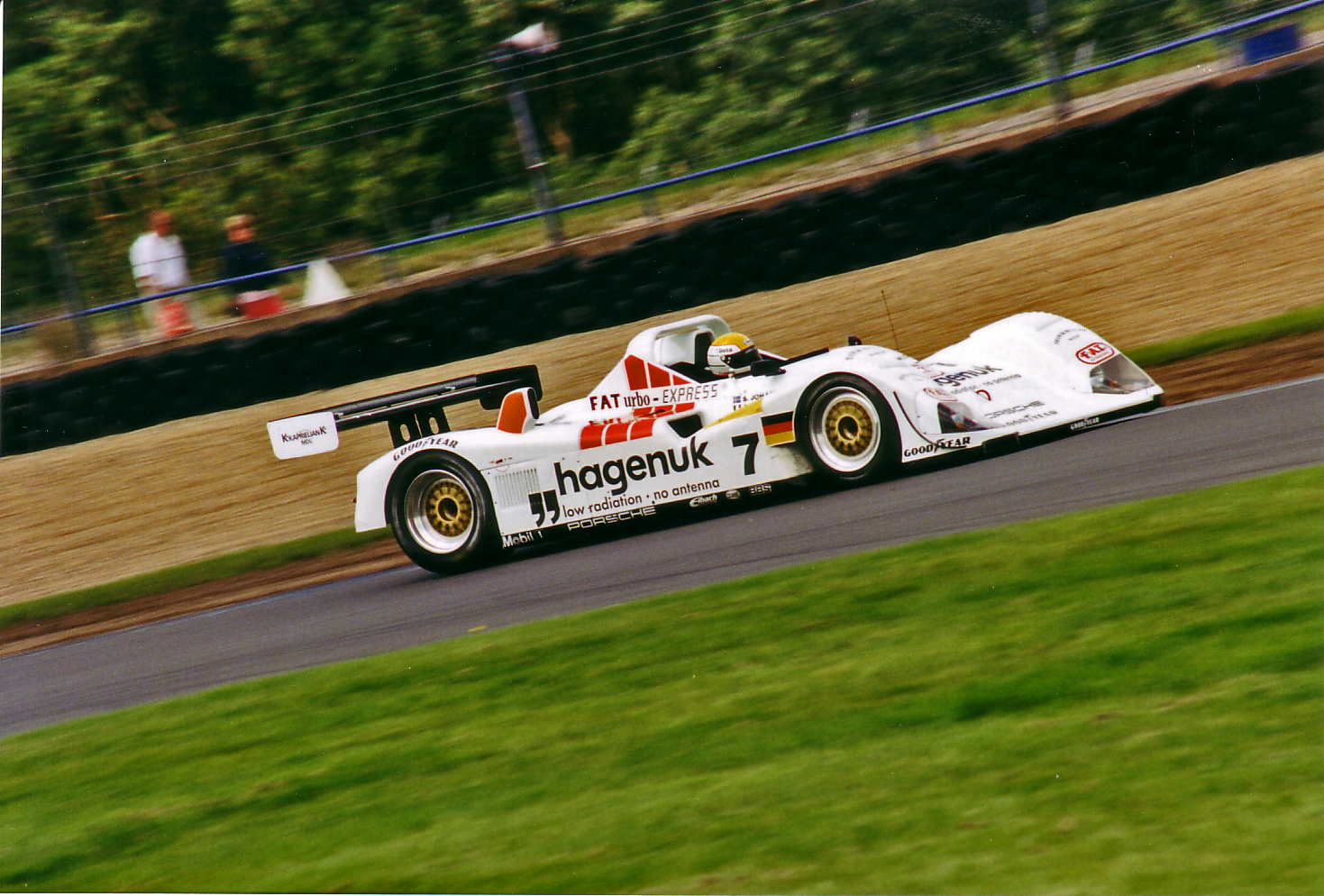
Porsche WSC-95 Ganador de las 24 Horas de Le Mans. (1996 - 1997).

El Porsche WSC-95 fue un Prototipo de Le Mans construido por Tom Walkinshaw Racing, Porsche lo modificó desde su forma original que era el Jaguar XJR-14 del Grupo C y fue dirigido por Joest Racing. Originalmente pensado para la IMSA World Sporscar Championship, el WSC-95 vio poca acción en pista, pero este se las arregló para conseguir 2 victorias en las 24 Horas de Le Mans de 1996 y 1997 sin ser un proyecto con apoyo oficial de la marca. Este auto fue actualizado en 1998 como Porsche LMP1-98 antes de ser retirado. Solo se construyeron dos unidades de él.

## Desarrollo
En 1995, Porsche aprobó en un principio el desarrollo de un sport prototipo para las carreras de la IMSA, bajo el reglamento World Sports Car (WSC). El auto no iba a tener respaldo de la marca, todavía sin la aprobación de Porsche y el uso de su experiencia para la motorización. Porsche modificó el chasis Jaguar XJR-14 número 691 de Tom Walkinshaw Racing (TWR).
Porsche para el motor, usó uno de los más longevos propulsores, el Type-935 de 6 cilindros en línea turbocargados. Originalmente usado en el Porsche 956 de los 80s, el motor seguía siendo potente para los modernos prototipos. Mientras el nuevo Porsche 911 GT1 usaba un motor de 3.2 litros, el WSC-95 usaba uno más pequeño de 3.0 litros. A pesar de ser más pequeño, este entregaba un mejor ahorro de combustible que el 911 GT1, lo cual era muy útil para las carreras de larga duración.
Desafortunadamente el reglamento WSC de la IMSA fue cambiado antes de 1995 lo que llevó a Porsche a cancelar el proyecto. Sin embargo, en febrero de 1996, Reinhold Joest del equipo Joest Racing convenció a Porsche a que le cediera el chasis que no iba a usar y correr para ellos en las 24 Horas de Le Mans. Con la aprobación de Porsche, Joest invirtió en la construcción de un segundo auto desde cero como también en las ligeras modificaciones para cumplir con el reglamente LMP1 (Le Mans Prototype). Porsche acordó en ayudar en el desarrollo si Joest acordaba en pagar los servicios.
Después del éxito del WSC-95 tras ganar las 24 Horas de Le Mans de 1996 y 1997, Porsche decidió tomar el proyecto así mismos. Con ambos autos yendo a grandes revisiones en la carrocería. La nariz fue levantada en el centro. Los costados del auto también fueron rediseñados con una gran abertura para las válvulas del radiador cubiertas mientras las válvulas de escape también fueron revisadas. El motor Type 935 también fue actualizado expandiéndolo a 3.2 litros. Los autos ya convertidos en oficiales de la marca, fueron conocidos como Porsche LMP1-98.

## Carreras
Los dos WSC-95 fueron terminados justo a tiempo para Joest Racing en la sesión de pruebas de Le Mans en mayo. Los autos mostraron su ritmo marcando el quinto y décimo mejores tiempos, batiendo fácilmente al Porsche 911 GT1 oficial. Semanas después, mostraron sus atributos cuando el #8 marcó la pole position y el #7 fue séptimo. Mientras el 911 GT1 tuvo sus puntos tomando la cuarta y quinta posición. Durante la carrera el #7 lideró casi toda la carrera seguido de los 911 GT1 oficiales. El #8 sucumbió por problemas mecánicos causados por un choque a pocas horas del final. Finalmente el #7 de Davy Jones, Alexander Wurz y Manuel Reuter se llevaron la victoria seguida del 911 GT1 a una vuelta de ventaja.

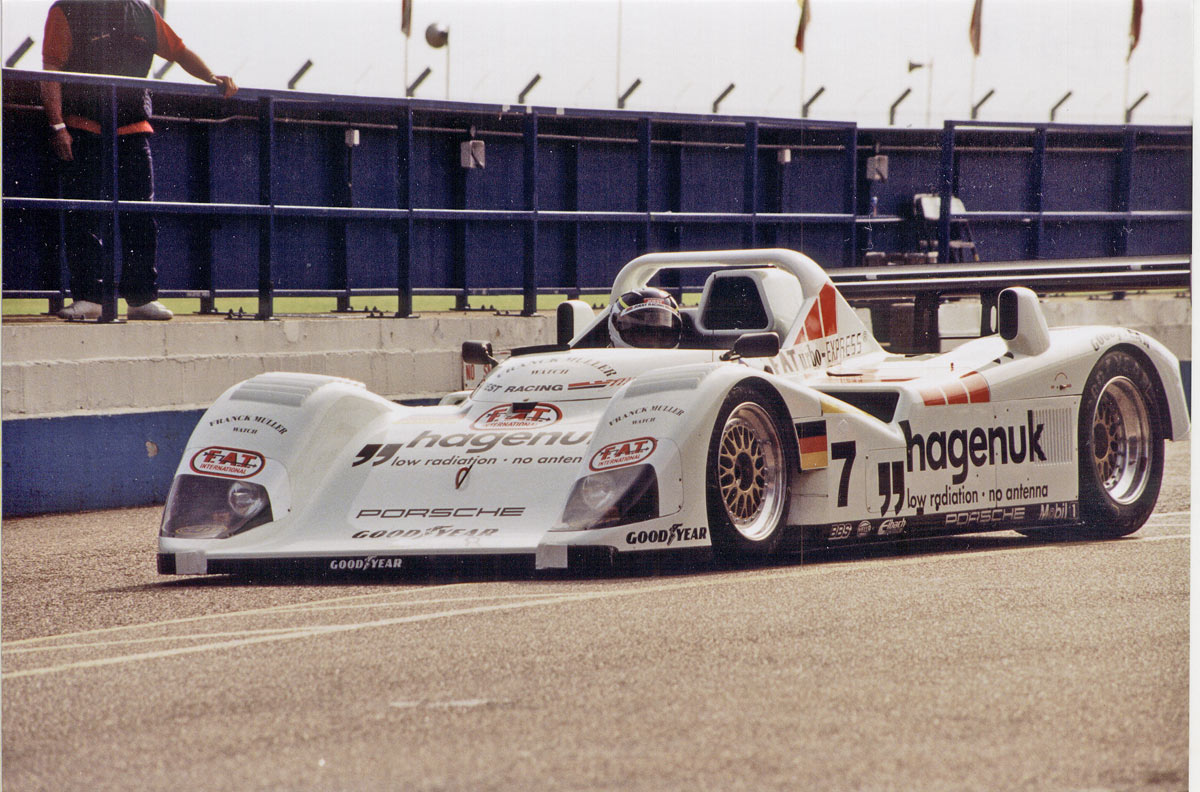
Un WSC 95 en competencia.
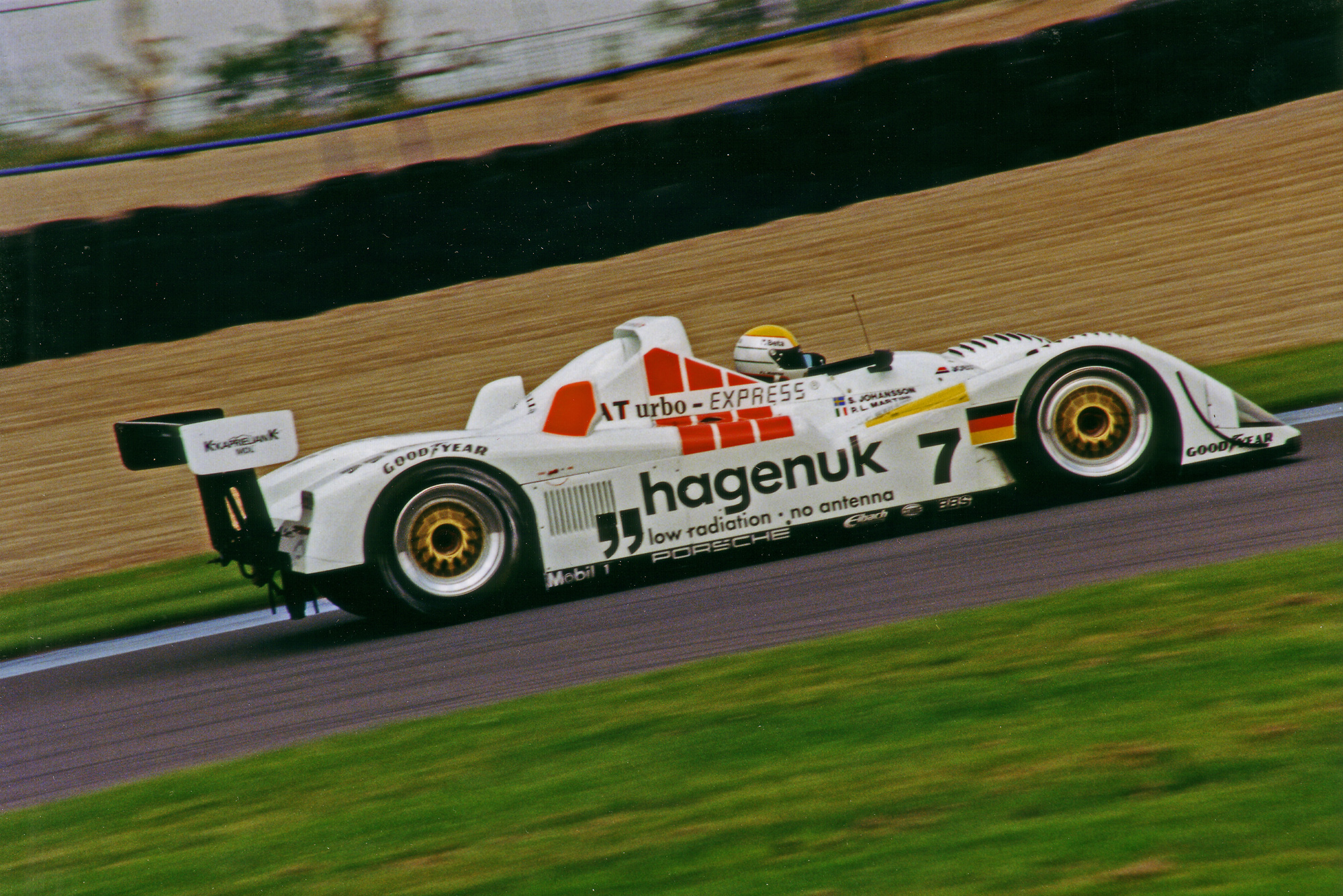
Stefan Johansson conduciendo un Porsche WSC 95.

Originalmente Joest Racing iba a correr solo para Le Mans en 1996, pero decidió regresar para 1997 con un auto. Antes de Le Mans decidió correr en la fecha inaugural del International Sports Racing Series en Donington Park, donde dominaron. Volviendo a Le Mans mostraron su ritmo una vez más y se llevaron la pole position. Aunque todavía compitiendo contra los 911 GT1 oficiales como también los McLaren F1 GTR, Nissan quienes habían entrado y estaban ansiosos por llevase la victoria general. No como el año anterior los 911 GT1 sufrieron problemas tanto de los oficiales como de los privados. El final llegó con una lucha cerrada entre los McLaren F1 GTRs y los WSC-95 con Joest Racing una vez más llevándose la victoria por una vuelta. Michele Alboreto, Stefan Johansson y Tom Kristensen ganaron esta vez.
Ahora realizando el potencial del viejo WSC-95 contra sus 911 GT1, Porsche mejoró ambos chasis llevándolos hacia los nuevos y más competitivos LMP1-98. Desafortunadamente a la vez, no solo Porsche intentaba mejorar sus 911 GT1 y el LMP1-98, sino que estaban también Nissan y sus nuevos rivales Toyota, Mercedes-Benz y BMW. Continuaron corriendo con Joest Racing y mostraron que su ritmo ahora era bajo contra los nuevos competidores, tomando la novena posición en el calificador. En la carrera a pesar de que los LMP1-98 mostraron su ritmo, no sobrevivieron al total de la carrera. El primero sufrió problemas electrónicos después de 107 vueltas mientras que el segundo rompió parte de la carrocería por un trompo y no fue capaz de seguir después de 218 vueltas.
Una última aparición fue en el Petit Le Mans en los Estados Unidos. Junto con un 911 GT1, ambos autos mostraron gran rendimiento pero el LMP1-98 que iba a lograr el segundo lugar fue batido por un Ferrari 333 SP a segundos de terminar las 10 horas de carrera.
El LMP1-98 fue retirado después de 1998, Porsche planeaba construir un Prototipo de Le Mans para el 2000. Posteriormente fue cancelado y Porsche no volvió a las carreras de prototipos hasta 2005 con el debut del Porsche RS Spyder.

## Especificaciones Técnicas[1]
| Especificaciones Técnicas | Especificaciones Técnicas                                          | Especificaciones Técnicas |
| ------------------------- | ------------------------------------------------------------------ | ------------------------- |
| Marca                     | Porsche WSC 95                                                     |                           |
| Año                       | 1996-1997                                                          |                           |
| País                      | Alemania                                                           |                           |
| Motor                     | Seis cilindros boxer biturbo KKK y 24 válvulas en posición central |                           |
| Potencia                  | 540 HP a 7700 rpm                                                  |                           |
| Torque (máx)              | 600 Nm a 4500 rpm                                                  |                           |
| Transmisión               | Caja de cambios manual de cinco velocidades. Tracción posterior    |                           |
| Velocidad (máx)           | Variable según configuración                                       |                           |
| Aceleración (0-100 km/h)  | Variable según configuración                                       |                           |
| Suspensión                | Delanteras con barras de torsión, traseras de muelles en espiral   |                           |
| Frenos                    | Discos Brembo en las cuatro ruedas                                 |                           |
| Peso                      | 886 kg                                                             |                           |
| Relación Peso/Potencia    | 1.64 kg/HP                                                         |                           |
| Neumáticos                | G                                                                  |                           |

## Enlaces
- Porsche USA - 1996 WSC Joest Spyder history